# 진정직업자격
진정직업자격은 기회균등을 보장하기 위한 고용 차별여부의 판단기준이다. 미국에서는 bona fide occupational qualification (BFOQ), 캐나다에서는 bona fide occupational requirement (BFOR), 영국에서는 Genuine Occupational Qualification (GOQ) 라고 한다. 성 차별이나 연령 차별, 장애인 차별 여부등을 그 조건이 고용 조건으로 꼭 필요한지를 따져서 정한다. 그 요건이 충족되지 않은 배제조치|는 차별이 되어 위법하게 된다.